# Pennywise (zespół muzyczny)
Pennywise – amerykański zespół punkowy powstały w 1988, jeden z przedstawicieli tzw. punkowego odrodzenia lat 90. XX wieku. 
Muzykę grupy można określić generalnie jako punk, oparty na solidnej tradycji tzw. kalifornijskiego hardcore'u (szybka, dynamiczna i melodyjna muzyka), z umiejętnie dodanymi elementami funku, popu i klasycznego rocka. 

## Historia
Zespół założony w Hermosa Beach (Kalifornia) przez grupę znajomych ze szkoły, zafascynowanych punk-rockiem i surfingiem. Pierwotny skład zespołu: Jim Lindberg (wokal), Fletcher Dragge (gitara), Byron McMackin (perkusja) i Jason Thirsk (bas). 

Pennywise w 1989 wydali debiutancką EP-kę A Word from the Wise. Wydawnictwo okazało się na tyle interesujące, że rok później jedna z najważniejszych niezależnych wytwórni płytowych Epitaph Records zdecydowała się na podpisanie kontraktu z zespołem. Pierwszy album - Pennywise (1991) zdobył uznanie wśród słuchaczy "podziemnego" punka. Kilka miesięcy później Jim Lindberg podjął decyzję o odejściu z grupy, w 1992 jednak zmienił zdanie (w międzyczasie zastępował go dotychczasowy basista, którego miejsce zajął Randy Bradbury). W 1993 Pennywise nagrali kolejny album Unknown Road, który potwierdził znaczenie zespołu w punkowym świecie. Cieszył on się dużym powodzeniem – sprzedano ponad 200 tys. płyt, dzięki licznym koncertom, jak również wykorzystaniem dynamicznych utworów zespołu jako muzycznej ilustracji do filmów przedstawiających surfingowe i snowboardowe wyczyny.

Mimo niespodziewanej popularności punkrocka i karier zespołów takich, jak The Offspring czy Rancid, zespół odmówił współpracy z dużymi, komercyjnymi wytwórniami płytowymi. W 1994 ukazał się trzeci album About Time, kolejny hit muzyki alternatywnej. W czasie przygotowań do nagrania kolejnej płyty, zespół opuścił Jason Thirsk, zmagający się z nałogiem alkoholizmu (zastąpił go po raz wtóry Randy Bradbury). Nie było to odejście czasowe, jak zakładano, ponieważ w lipcu 1996 Thirsk popełnił samobójstwo.

Członkowie Pennywise zdecydowali jednak o kontynuacji istnienia zespołu. W 1997 ukazał się czwarty LP Full Circle, dwa lata później następny Straight Ahead, przyjęte jednak z mniejszym zainteresowaniem przez słuchaczy w porównaniu z poprzednimi. W 2000 wydano album Live @ The Key Club z zapisem koncertu w Los Angeles, rok później Land of the Free. We wrześniu 2003 Pennywise nagrał płytę From the Ashes, w 2005 – The Fuse, a w 2008 – Reason to Believe. 

W sierpniu 2009 wokalista i autor tekstów Jim Lindberg opuścił grupę. Prawdopodobnie spowodowane to jest względami rodzinnymi (jest on ojcem trzech córek). Jego miejsce zajął Zoli Téglás z zespołu Ignite, z którym zespół w 2012 r. nagrał album All Or Nothing. 22 stycznia 2011 roku zespół po raz pierwszy wystąpił w Polsce (w warszawskim klubie Proxima). W Październiku 2012 r. Jimi Lindberg po 4 letniej przerwie powrócił do zespołu.  

## Dyskografia
- 1989 A Word From A Wise
- 1989 Wildcard
- 1991 Pennywise
- 1992 Wildcard/A Word From the Wise - składanka dwóch EP-ek zespołu
- 1993 Unknown Road
- 1994 About Time
- 1997 Full Circle
- 1999 Straight Ahead
- 2000 Live @ the Key Club
- 2001 Land of the Free?
- 2003 From the Ashes
- 2005 The Fuse
- 2008 Reason to Believe
- 2012 All Or Nothing
- 2014 Yesterdays
- 2018 Never Gonna Die